# Serge Georgevitch de Leuchtenberg
Ne doit pas être confondu avec Serge Nikolaïevitch de Leuchtenberg.
Serge Georgevitch de Leuchtenberg (en russe : Серге́й Лейхтенбергский), duc de Leuchtenberg et prince Romanovsky, est né le 4 juillet 1890 à Peterhof, en Russie, et décédé le 7 janvier 1974 à Rome, en Italie. Dernier chef de la maison de Beauharnais-Leuchtenberg (1912-1974), c'est un prince et un militaire franco-russe lié au mouvement blanc.

## Famille
Serge de Leuchtenberg est le fils du prince Georges Maximilianovitch de Leuchtenberg (1852-1912), duc de Leuchtenberg, et de sa deuxième épouse, la princesse Anastasia de Monténégro (1867-1935). Par son père, il est donc le petit-fils du prince franco-bavarois Maximilien de Leuchtenberg (1817-1852) et de son épouse la grande-duchesse Marie Nikolaïevna de Russie (1819-1876) tandis que, par sa mère, il descend du roi Nicolas Ier de Monténégro (1841-1921), surnommé le « Beau-père de l'Europe », et de son épouse Milena Vukotitch (1847-1921).
Dernier représentant dynaste de la maison de Beauharnais-Leuchtenberg, le duc Serge a un demi-frère, Alexandre Georgevitch de Leuchtenberg (1881-1942), et une sœur, la duchesse Hélène Georgievna de Leuchtenberg (1892-1971).

## Biographie
Issu du mariage malheureux du duc Georges Maximilianovitch de Leuchtenberg et de la princesse Anastasia de Monténégro, le prince Serge grandit loin de son père, qui passe de longues périodes en France pour fuir son épouse et ses obligations officielles. Après le divorce de ses parents, en 1906, sa mère se remarie au grand-duc Nicolas Nikolaïevitch de Russie, chez qui Serge et sa sœur Hélène s'installent en 1907.
Comme la plupart des membres de son milieu, le duc Serge suit une carrière militaire. Diplômé dans la marine en 1911, il en devient officier puis capitaine. Pendant la Première Guerre mondiale, il sert dans la mer Noire et participe à la prise (en) de Trébizonde sur les Ottomans.
Démis de l'armée par le Gouvernement provisoire russe en 1917, Serge est arrêté par les Bolcheviks avec sa sœur à Saint-Pétersbourg l'année suivante. Arguant que le duc et la duchesse ne sont pas membres de la maison Romanov, son aide de camp obtient cependant de Moïsseï Ouritski leur libération. Après ces événements, le frère et la sœur parviennent à gagner Yalta, en Crimée, où ils retrouvent leur mère et d'autres membres de la famille impériale.
Peu de temps après, Serge rejoint les armées blanches. Engagé dans la marine contre-révolutionnaire, il participe alors à la prise de Kherson et de Mykolaïv sur les Rouges. Cependant, le général Wrangel le démet de ses fonctions le 1er juillet 1919 et lui intime l'ordre de retrouver sa famille en Italie. Une conspiration de jeunes officiers monarchistes prévoyait en effet de démettre le général et de le remplacer à la tête des Blancs par le grand-duc Nicolas Nikolaïevitch, beau-père de Serge, qui aurait fait acte de « régent » en attendant son arrivée.
Après quelques années en Italie, où Serge et sa parentèle sont accueillis par le roi Victor-Emmanuel III et son épouse, la reine Hélène, née princesse de Monténégro, la famille s'installe à Antibes, dans le sud de la France, en 1922. Serge retourne cependant bientôt en Italie et s'établit à Rome, où il prend la tête de l'assemblée qui dirige la Bibliothèque Gogol.
Pendant la Deuxième Guerre mondiale, le duc Serge fait partie des personnalités liées à l'ancienne dynastie monténégrine approchées par le gouvernement de Mussolini pour prendre la tête du royaume fantoche qu'il prévoit de mettre en place à Cetinje. Cependant, comme ses cousins Michel de Monténégro et Roman de Russie, Serge refuse catégoriquement la proposition qui lui est faite.
Après le conflit, le duc Serge apporte son soutien aux prisonniers de guerre russes présents en Italie. Considérés comme des traîtres en Union soviétique, ceux-ci risquent en effet l'exécution (en) en cas de rapatriement.
Célibataire et sans descendance, Serge de Leuchtenberg s'éteint en 1974. Il est enterré au côté de sa sœur au cimetière non catholique de Rome.